# Парламентські вибори у Ліхтенштейні 1978

Парламентські вибори 1978 року в Ліхтенштейні проходили 3 лютого.
Ландтаг на момент виборчої кампанії включав 15 місць, які представляли 2 виборчих округи: 9 з Оберланду й 6 — з Унтерланду.
Більшість отримала партія Патріотичний союз, забезпечивши собі у парламенті 8 місць із 15, хоча Прогресивна громадянська партія отримала більше голосів виборців. Явка виборців склала 95,7%. У виборах могли брати участь лише чоловіки, які досягли 20 років і проживали в країні не менше 1 місяця перед виборами.
| Партія                       | Партія                          | Голосів | %     | Місць | +/-  |
| ---------------------------- | ------------------------------- | ------- | ----- | ----- | ---- |
|                              | Прогресивна громадянська партія | 18 872  | 50,85 | 7     | -1 ▼ |
|                              | Патріотичний союз               | 18 244  | 49,15 | 8     | +1 ▲ |
| Недійсних/порожніх бюлетенів | Недійсних/порожніх бюлетенів    | 45      | —     | —     | —    |
| Усього                       | Усього                          | 4 625   | 100   | 15    | 0    |

* Кожен виборець має стільки голосів, скільки місць у парламенті, тому загальна 
кількість голосів, відданих за різні партії, більше, ніж кількість виборців.